# Ромбовидный мозг
Ромбови́дный мозг, или ромбэнцефалон (лат. rhombencephalon, англ. hindbrain) — это отдел головного мозга хордовых животных, выделяемый на основании особенностей его эмбрионального развития у них. В трёхпузырьковой стадии развития ЦНС эмбриона, ромбовидный мозг является самым задним из трёх первичных мозговых пузырей, называемых, соответственно, передним мозгом (прозэнцефалоном), средним мозгом (мезэнцефалоном) и ромбовидным мозгом.
В дальнейшем, в пятипузырьковой стадии, ромбовидный мозг подразделяется на два вторичных мозговых пузырька — задний мозг и продолговатый мозг. Из заднего мозга в дальнейшем образуются мост мозга и мозжечок. Вместе со средним мозгом (иногда также вместе с промежуточным мозгом), эти структуры в головном мозге взрослого животного объединяют в так называемый ствол мозга. Все эти структуры критически важны для поддержания таких жизненно важных функций тела, как дыхание, кровообращение.

## Эмбриональное развитие
Будущий ромбовидный мозг у эмбрионов разных видов хордовых может быть анатомо-гистологически подразделён на различное число сегментов (представляющих собой поперечные волнообразные выпуклости на поверхности каудального, или заднего, конца головного утолщения первичной нервной трубки). Эти сегменты будущего ромбовидного мозга называются ромбомерами. У эмбриона человека таких сегментов, или ромбомер, можно выделить восемь. Их нумеруют в направлении убывания номеров от заднего, или каудального, конца к переднему, или ростральному, выделяя, таким образом, восемь первичных сегментов будущего ромбовидного мозга: Rh8-Rh1. На переднем, ростральном конце, ростральнее ромбомера Rh1, перешеек определяет границу между будущим ромбовидным и будущим средним мозгом, и управляет процессом дифференцировки ромбовидного и среднего мозга.
Самый каудальный (самый задний) домен будущего ромбовидного мозга, то есть у человеческого эмбриона домен Rh8, также принято считать одним из инициаторов и организаторов процесса сращения нервной трубки.
| Первичный мозговой пузырь | Вторичные мозговые пузыри | Первичные ромбомеры | Вторичные ромбомеры |
| ------------------------- | ------------------------- | ------------------- | ------------------- |
| Ромбэнцефалон (Rh)        | Метэнцефалон (Mt)         | A                   | Перешеек (истмус)   |
| Ромбэнцефалон (Rh)        | Метэнцефалон (Mt)         | A                   | Rh1                 |
| Ромбэнцефалон (Rh)        | Метэнцефалон (Mt)         | A                   | Rh2                 |
| Ромбэнцефалон (Rh)        | Метэнцефалон (Mt)         | A                   | Rh3                 |
| Ромбэнцефалон (Rh)        | Миелэнцефалон (My)        | B                   | Rh4                 |
| Ромбэнцефалон (Rh)        | Миелэнцефалон (My)        | C                   | Rh5                 |
| Ромбэнцефалон (Rh)        | Миелэнцефалон (My)        | C                   | Rh6                 |
| Ромбэнцефалон (Rh)        | Миелэнцефалон (My)        | C                   | Rh7                 |
| Ромбэнцефалон (Rh)        | Миелэнцефалон (My)        | D                   | Rh8                 |

## Задний мозг
Ромбомеры с Rh3 по Rh1 на стадии вторичных мозговых пузырьков (то есть на пятипузырьковой стадии развития головного мозга эмбриона) образуют метэнцефалон, или будущий задний мозг.
Задний мозг состоит из моста и мозжечка.
Кроме того, он также содержит:
- часть четвёртого желудочка мозга
- ядро тройничного нерва
- ядро отводящего нерва
- ядро лицевого нерва
- часть ядер слухового нерва

## Продолговатый мозг
Ромбомеры с Rh8 по Rh4 на пятипузырьковой стадии развития ЦНС эмбриона (то есть на стадии вторичных мозговых пузырей) образуют миелэнцефалон (самый задний из пяти вторичных мозговых пузырей). В дальнейшем из миелэнцефалона образуется продолговатый мозг.
В продолговатом мозге содержатся следующие компоненты:
- часть четвёртого желудочка мозга;
- ядро языкоглоточного нерва;
- ядро блуждающего нерва;
- ядро добавочного нерва;
- ядро подъязычного нерва;
- часть ядер преддверно-улиткового нерва.

## Филогенетическая эволюция
Ромбовидный мозг хордовых гомологичен части головного мозга членистоногих, называемой подпищеводным (субэзофагеальным) нервным узлом, или подпищеводным (субэзофагеальным) ганглием, как в отношении гомологичности многих генов, которые экспрессируются в процессе эмбрионального развития этих структур и управляют их развитием, так и в отношении его расположения между остальной (более передней) частью мозга и брюшной нервной цепью (гомологом спинного мозга у хордовых), и в отношении гомологичности ряда выполняемых этими образованиями функций. Это заставляет предполагать, что гомолог ромбовидного мозга впервые возник у так называемых урбилатерий — последнего общего предка хордовых и членистоногих — между 570 и 555 миллионами лет назад.

## Клиническое значение
Редкое заболевание, связанное с врождённым нарушением эмбрионального развития ромбовидного мозга, а именно с неспособностью мозжечка разделиться на два полушария и сформировать межполушарное соединение — червь мозжечка — приводит к образованию слившегося мозжечка, не имеющего деления на полушария и не имеющего червя. Это заболевание называется ромбэнцефалосинапсис. Пациенты с этим заболеванием обычно страдают мозжечковой атаксией.
Неспособность домена Rh8 ромбовидного мозга выступить инициатором процесса сращения нервной трубки приводит к врождённым дефектам развития нервной трубки и связанных с ней структур лица и черепа, таким, как заячья губа.

## Иллюстрации

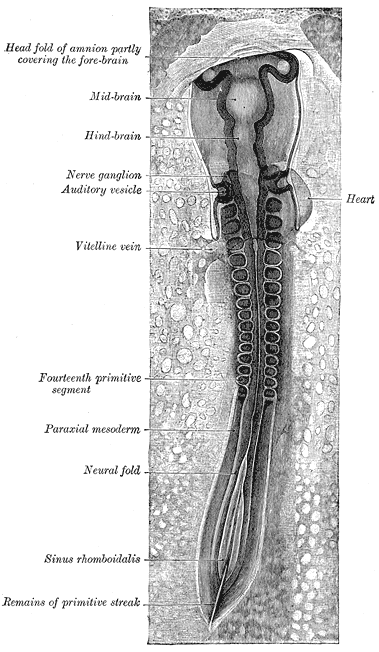
Куриный эмбрион (33 часа инкубации) вид сзади. Увеличение X 30.
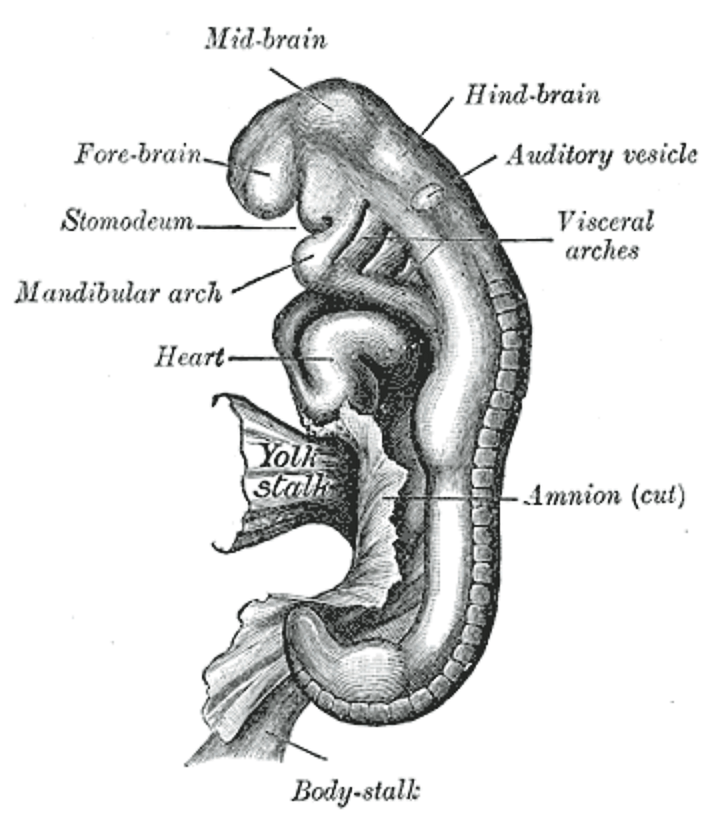
Эмбрион (возраст 18—21 день).
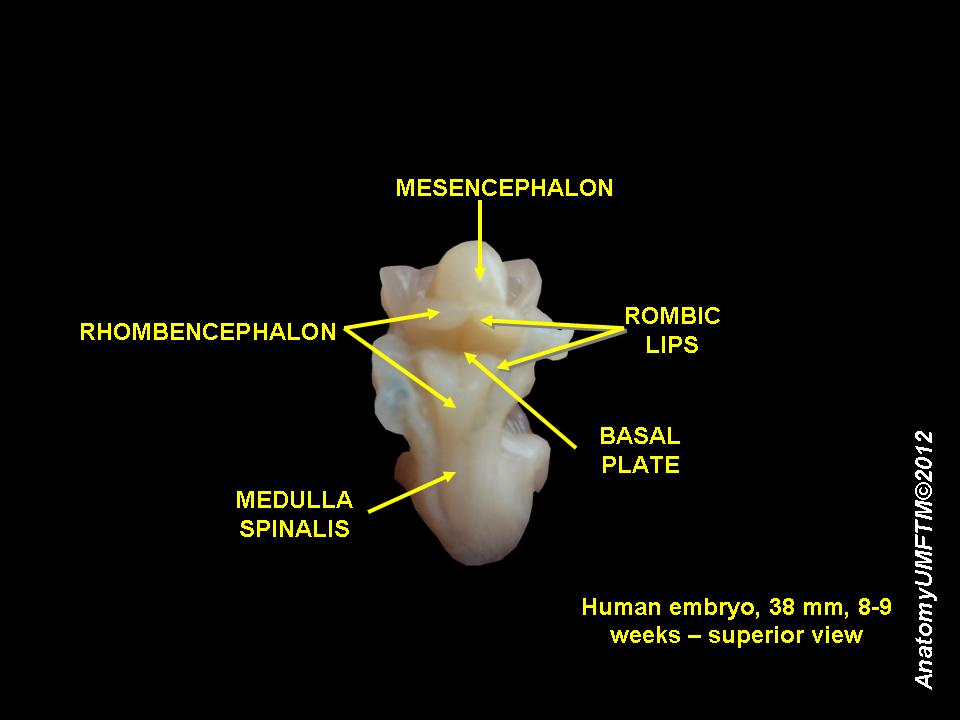
Головной мозг человеческого эмбриона.